# Mouvement social contre le projet de réforme des retraites en France de 2019-2020
Pour un article plus général, voir Projet de réforme des retraites en France en 2020.
Entre décembre 2019 et février 2020, la France connaît un mouvement social contre le projet de réforme des retraites du gouvernement Édouard Philippe, sous la première présidence d'Emmanuel Macron.
Il s'agit du mouvement social le plus important en France depuis les manifestations contre la réforme des retraites de 2010.

## Contexte
Inscrite dans le programme électoral de 2017 du président de la République française Emmanuel Macron, la réforme des retraites est lancée avec la nomination, en septembre 2017, de Jean-Paul Delevoye comme haut-commissaire à la réforme des retraites. En janvier 2018, le président Macron demande que l'ensemble des textes de la réforme des retraites soit finalisé d'ici l'été 2019.
Le 16 avril 2018, Jean-Paul Delevoye engage un cycle de consultation des représentants des syndicats et du patronat. Une ébauche du nouveau système est présentée aux partenaires sociaux le 10 octobre 2018. Au cours du premier semestre 2019, une phase de concertation a lieu avec les partenaires sociaux et des experts : elle débouche sur un rapport, qui est remis au Premier ministre, Édouard Philippe, le 18 juillet 2019.
Le rapport Delevoye est censé inspirer un projet de loi devant être soumis au Conseil des ministres et à l'Assemblée nationale en janvier 2020. La mobilisation débute un mois avant la remise de ce projet de loi.
Le 13 septembre 2019 un mouvement social important contre la réforme des retraites touche la RATP, dont la mise en concurrence prévue pour les bus remet en question le statut des salariés.

## Déroulement

### Actions

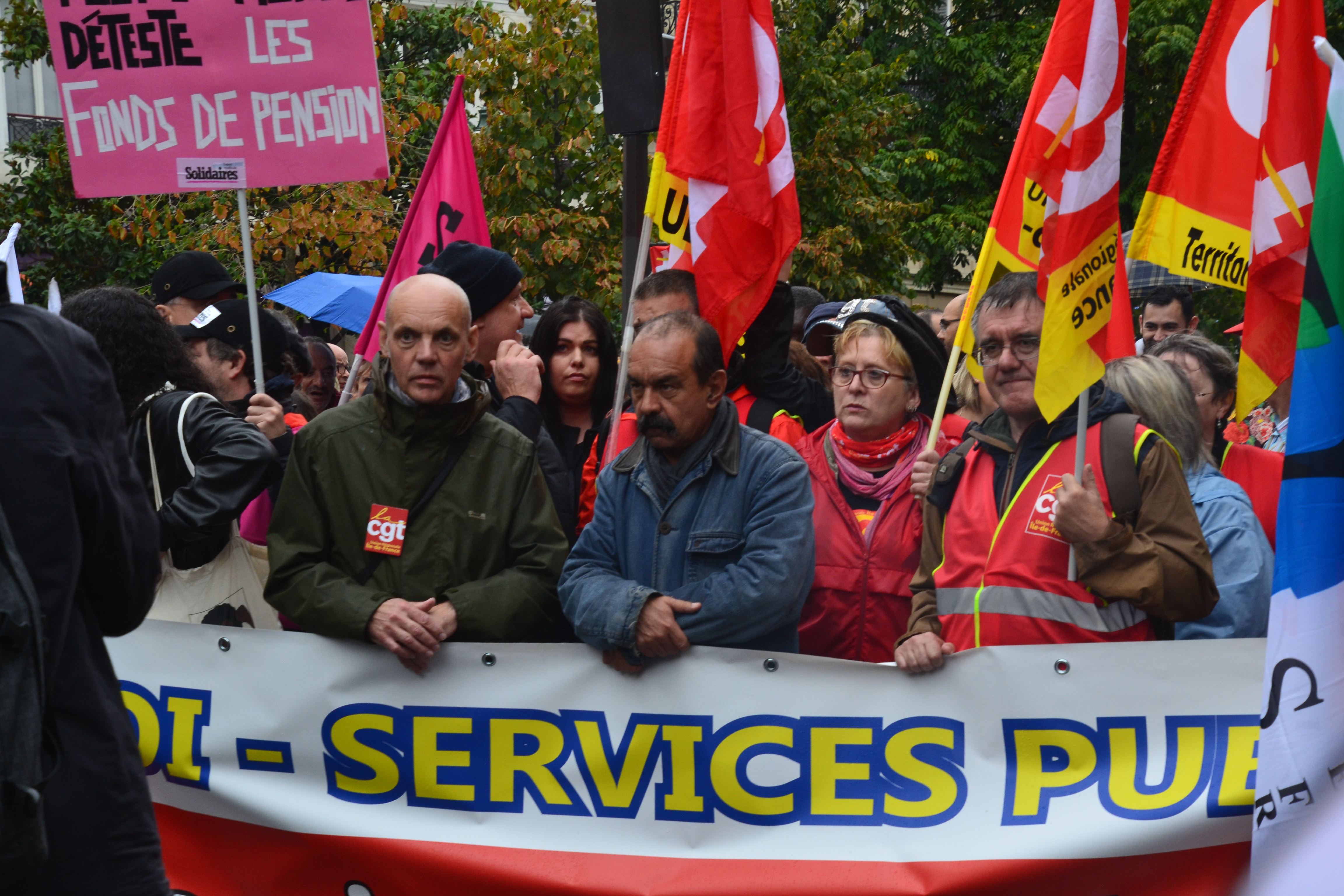
Des responsables de la CGT, notamment son secrétaire général Philippe Martinez, manifestant contre le projet de réforme (le 24 septembre 2019, avant le lancement du mouvement social).

Le mouvement est lancé par une intersyndicale regroupant la CGT, FO, la FSU et Solidaires, ainsi que quatre organisations étudiantes et lycéennes (UNEF, FIDL, MNL et UNL),. La CFE-CGC participe également aux réunions et appelle à participer à la première manifestation, puis annonce attendre le discours d'Édouard Philippe, prévu le 11 décembre. Dans l'attente des annonces du gouvernement sur le contenu de la réforme, la CFDT et l'UNSA ne participent pas au mouvement, bien qu'une partie de leurs organisations adhérentes se mobilisent dès le début de celui-ci (CFDT Cheminots, UNSA Ferroviaire, UNSA Fonction publique et UNSA RATP),. Des Gilets jaunes se joignent également au mouvement et participent à des actions conjointement avec les syndicats.
La contestation commence par une importante mobilisation salariale le 5 décembre 2019, qui se poursuit les jours suivants. En particulier, l'ensemble des syndicats représentatifs de la SNCF et de la RATP appellent à un mouvement de grève reconductible. Les manifestations réunissent entre 806 000 (chiffres du ministère de l'Intérieur) et 1 500 000 (chiffres de la CGT) personnes en France. Le cortège parisien regroupe entre   65 000 et 250 000 personnes. 55,6 % des employés de la SNCF sont en grève (85,7 % des conducteurs, 73,6 % des contrôleurs et 57 % des aiguilleurs) selon la direction de l'entreprise. Dans l'Éducation nationale, le ministère annonce un taux de grévistes de 51,2 % dans le primaire et de 42,3 % dans le secondaire, les syndicats présentant des taux de 70 à 75 % (le ministère comptabilise le pourcentage de grévistes sur l'ensemble des professeurs, tandis que les syndicats prennent en compte uniquement les grévistes parmi les enseignants devant faire cours),. La direction de EDF évalue le pourcentage de grévistes à 43,9 % tandis que la CGT évoque le chiffre de 85 % à 100 % dans certains secteurs. Dans la fonction publique, le ministère annonce des taux de 32,8 % pour la fonction publique d'État (45 % selon la CGT), 18,9 % dans la fonction publique hospitalière et 13,8 % dans la fonction publique territoriale.
C'est la plus forte mobilisation depuis l'élection du président de la République Emmanuel Macron, en 2017, et la plus forte mobilisation depuis 2010.
Lors des manifestations, à Paris et dans d'autres villes, des affrontements éclatent entre forces de l'ordre et membres de la mouvance autonome regroupés en black blocs,. Bien que moins importants que ceux régulièrement observés lors des manifestations des Gilets jaunes, ces incidents sont accompagnés d'accusations de violences policières et des protestations du SNJ, qui accuse des policiers d'entraver le travail des journalistes et d'avoir blessé plusieurs d'entre eux.
Le 10 décembre, de nombreuses manifestations ont lieu dans toute la France, même si la participation est plus faible que le 5 décembre : 339 000 manifestants selon le gouvernement, 885 000 d'après les syndicats. Le taux de grévistes est de 24,7 % à la SNCF (77,3 % des conducteurs, 55,4 % des contrôleurs et 23,9 % des aiguilleurs). Dans l'Éducation nationale, le ministère annonce un taux de grévistes de 12,4 % dans le primaire et de 19,4 % dans le secondaire (les syndicats évoquent des taux de 30 et 62 %). La direction de EDF annonce 26,9 % de grévistes. Dans la fonction publique, le ministère annonce des taux de 10,3 % pour la fonction publique de l'État, 5,5 % dans la fonction publique hospitalière et 3,6 % dans la fonction publique territoriale.
Le discours d'Édouard Philippe annonçant les grandes lignes de la réforme est globalement mal accueilli par les partenaires sociaux, à l'exception du MEDEF, de la CPME et de la FNSEA (les deux autres grandes organisations agricoles, la Coordination rurale et la Confédération paysanne se montrent plus critiques). La CFE-CGC, hostile à la réforme mais qui attendait la prise de parole du Premier ministre, annonce rejoindre la journée de grève et de manifestation organisée par l'intersyndicale le 17 décembre. Les autres organisations du « pôle réformiste », la CFDT, la CFTC et l'UNSA, ainsi que la FAGE, appellent également à la mobilisation le 17 décembre, sans rejoindre l'intersyndicale,. Leurs revendications sont en effet distinctes de celles des autres syndicats : favorables au principe d'une retraite universelle à points, ils s'opposent essentiellement à l'« âge pivot » et militent pour une plus grande prise en compte de la notion de pénibilité dans la réforme,.
Les manifestations organisées le 17 décembre rassemblent entre 615 000 et 1 800 000 manifestants. Le taux de grévistes à la SNCF est de 32,8 % (75,8 % des conducteurs, 59,2 % des contrôleurs et 34 % des aiguilleurs). Le ministère de l'Éducation nationale recense 25 % d'enseignants grévistes dans le primaire et 23,3 % dans le secondaire tandis que les syndicats évoquent des taux de 50 et 60 %. Le ministère de la fonction publique annonce 15,7 % de grévistes dans la fonction publique de l'État, 11,8 % dans la fonction publique hospitalière et 4,7 % dans la fonction publique territoriale.

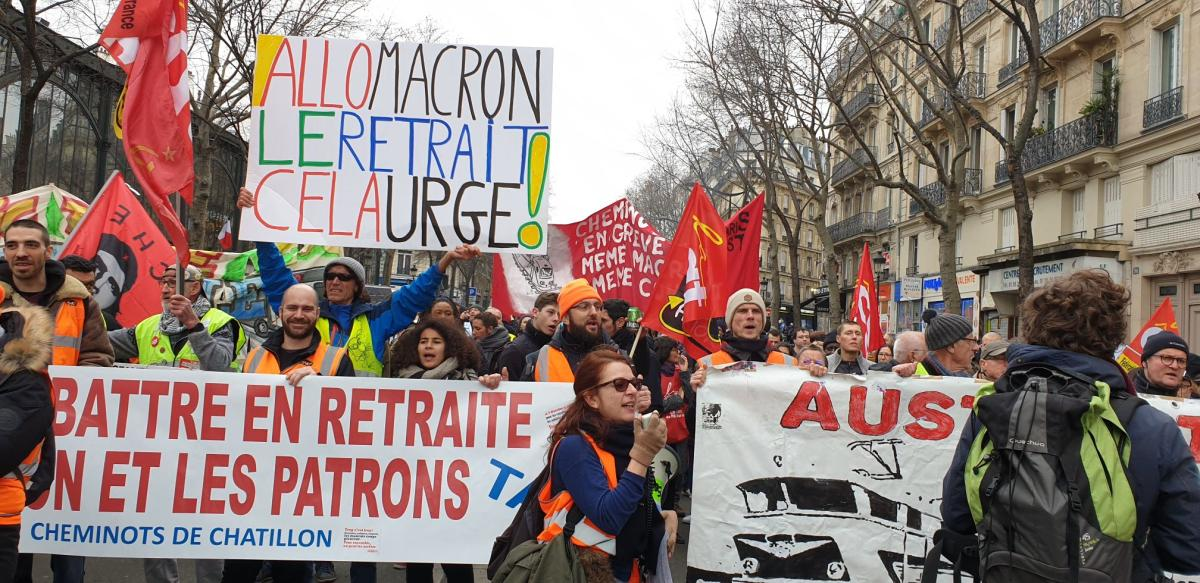
Cortège de manifestants parisien le 28 décembre 2019.

Le mouvement de grève à la SNCF et à la RATP se poursuit pendant les vacances scolaires.
Une quatrième journée nationale de manifestations est organisée le 9 janvier 2020 et rassemble entre 452 000 et 1 700 000 manifestants. Quelques affrontements et dégradations émaillent certains cortèges, en particulier à Paris, avec 36 blessés (dont seize policiers) et 27 arrestations. Ils sont suivis, comme après la manifestation du 5 décembre et lors du mouvement des Gilets jaunes, d'accusations de violences policières,. Le parquet de Paris ouvre notamment une enquête, confiée à l'IGPN, après un tir de LBD 40. Le taux de grévistes à la SNCF est de 32,9 % (66,6 % des conducteurs, 57,6 % des contrôleurs et 37,4 % des aiguilleurs). Il est de 18,8 % dans le primaire (40 % selon les syndicats) et de 16,5 % dans le secondaire (50 % selon les syndicats) pour les personnels de l'Éducation nationale. La direction d'EDF annonce 25,5 % de grévistes. Les taux communiqués par le ministère de la fonction publique sont de 12 % dans la fonction publique de l'État, 5,2 % dans la fonction publique hospitalière et 3,7 % dans la fonction publique territoriale.
Le 10 janvier, la grève devient le conflit social le plus long de l'histoire de la SNCF avec 37 jours de grève consécutifs. Le record du nombre de jours de grève pour un même mouvement social à la SNCF était de 29 jours pour une grève continue (en 1986-1987) et de 36 jours pour une grève « intermittente » (en 2018).

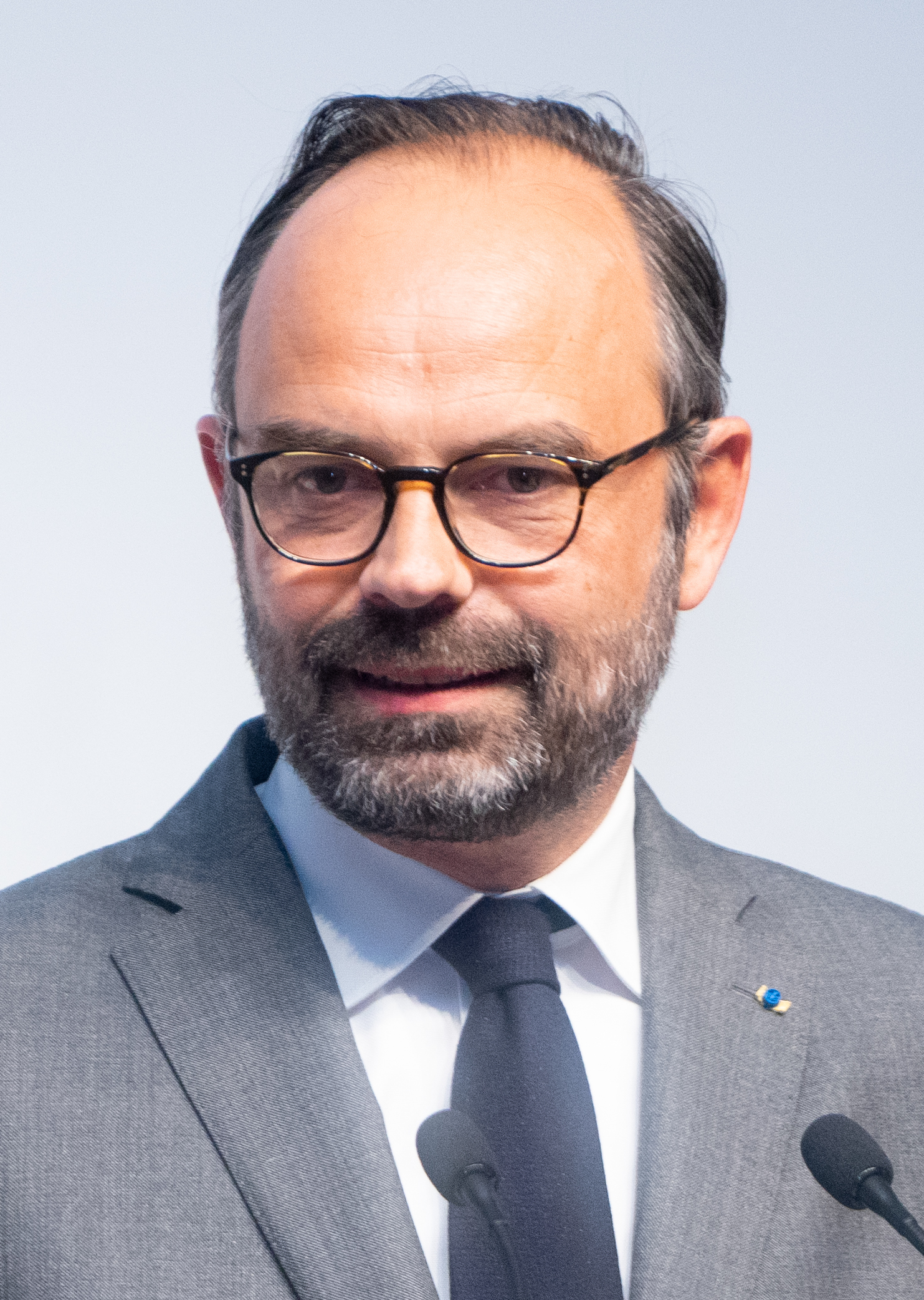
Le 11 janvier 2020, le Premier ministre Édouard Philippe annonce le retrait provisoire de l’« âge d’équilibre » de 64 ans.

Le lendemain, alors que l'intersyndicale organise une nouvelle journée nationale de manifestations, qui rassemblent entre 149 000 et 500 000 participants, Édouard Philippe annonce le retrait « provisoire » de l'« âge d'équilibre » (ou « pivot »), dans l'attente d'une conférence sur l'équilibre et le financement des retraites, lors de laquelle un éventuel accord entre les partenaires sociaux pourrait intervenir, puis être repris dans la loi pour remplacer la mesure initiale. Les syndicats de salariés CFDT, CFTC et UNSA, ainsi que les organisations patronales MEDEF et U2P, font part de leur satisfaction tandis que l'intersyndicale (CGT, FO, CFE-CGC, Solidaires et FSU, et organisations de jeunesse UNEF, FIDL, MNL et UNL) ayant appelé aux grèves et manifestations continue à réclamer le retrait de l'ensemble du projet de loi,.

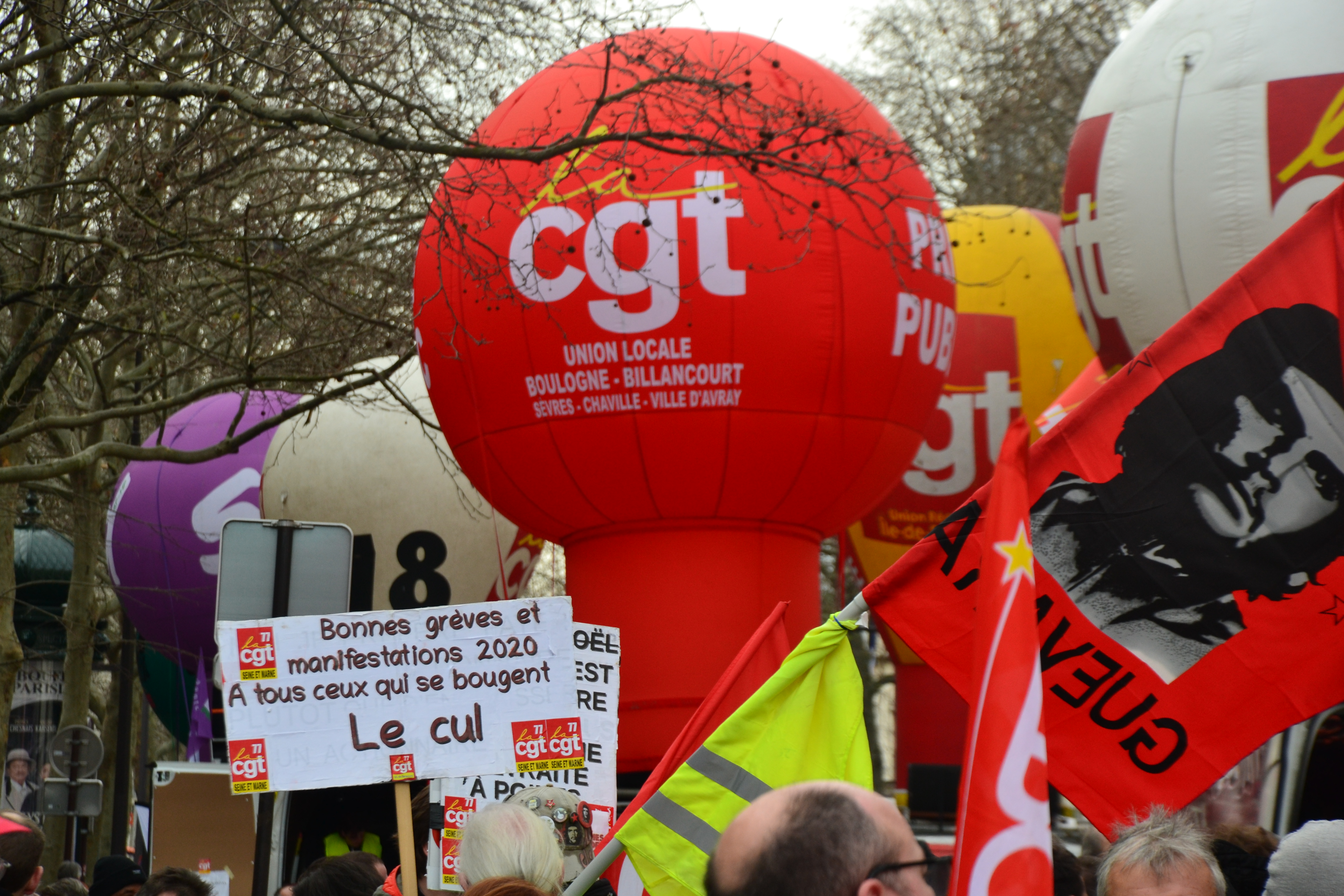
Manifestation du samedi 11 janvier contre la réforme des retraites à Paris

La sixième journée nationale de manifestations, le 16 janvier, mobilise 187 000 à 556 000 personnes. La direction de la SNCF annonce 10,1 % de grévistes (30,5 % des conducteurs, 18 % des contrôleurs et 13,4 % des aiguilleurs). Ils sont 6,6 % dans le primaire et 6,8 % dans le secondaire, selon le ministère de l'Éducation nationale.
Le 17 janvier, une majorité des conducteurs du métro votent la reprise du travail à partir du lundi suivant, contraints, selon l'UNSA RATP, par « des raisons pécuniaires ». Le syndicat appelle dans un communiqué à « réorienter le mouvement illimité pour s’engager sur une autre forme d’action » et à une journée de grève à l'occasion de la septième journée nationale de manifestations le 24 janvier. Le 22 janvier, le mouvement de grève devient le plus long de l'histoire de la RATP avec 49 jours de grève consécutifs (48 jours en 1988-1989), bien que, dans les faits, seule la ligne 13 du métro soit encore perturbée de manière notable.
Afin de montrer la persistance de l'opposition à la réforme, malgré l'essoufflement du mouvement de grève dans les transports en commun, les actions « médiatiques » se multiplient,. Elles prennent la forme de représentations publiques pour l'Opéra de Paris,, de jets de blouses, de robes d'avocats ou de cartables, selon les professions, du jet ou du piétinement de manuels scolaires périmés,, de manifestations nocturnes aux flambeaux, de coupures de courant, d'intrusions au siège de la CFDT, de la perturbation d'une représentation théâtrale à laquelle assiste Emmanuel Macron, ainsi que des épreuves du nouveau baccalauréat.
La septième journée de mobilisation nationale, le 24 janvier 2020, rassemble entre 249 000 et 1 300 000 manifestants. Le taux de grévistes dans l'Éducation nationale est de 13 à 40 %, selon les sources. La CFE-CGC annonce le même jour qu'elle suspend sa participation aux manifestations, sans sortir de l'intersyndicale.
108 000 personnes manifestent la huitième journée (29 janvier 2020), 121 000 la neuvième (6 février 2020), et  92 000 la dixième (20 février 2020), selon le ministère de l'Intérieur,,. Les syndicats n'annoncent pas d'estimation nationale pour ces journées,,.
Après la décision du gouvernement d'engager sa responsabilité sur le texte discuté en première lecture à l'Assemblée nationale, selon la procédure de l'article 49 alinéa 3 de la Constitution, l'intersyndicale (sauf la CFE-CGC) appelle, au début du mois de mars, à des manifestations et des rassemblements, en particulier devant les préfectures et sous-préfectures.
La pandémie de Covid-19 au printemps 2020 interrompt l'examen de la loi et le mouvement d'opposition à celle-ci.

### Taux de grévistes
Les taux de grévistes diffèrent selon les directions et les syndicats, ce qui suscite un débat dans l’Éducation nationale, le ministère comptabilisant le pourcentage de grévistes sur l'ensemble des professeurs, tandis que les syndicats comptabilisent uniquement les grévistes parmi les enseignants devant faire cours.
| Taux de grévistes à l’Éducation nationale |                                    |                                     |                                             |                                            |
|                                           | professeurs des écoles (ministère) | professeurs des écoles (SNUIpp FSU) | professeurs de lycée et collège (ministère) | professeurs de lycée et collège (SNES FSU) |
| 5 décembre 2019                           | 51,2 %                             | 70 %                                | 42,3 %                                      | ?                                          |
| 10 décembre 2019                          | 12,4 %                             | 30 %                                | 19,4 %                                      | 62 %                                       |
| 17 décembre 2019                          | 25,1 %                             | 50 %                                | 23,3 %                                      | 65 %                                       |
| 9 janvier 2020                            | 18,8 %                             | 40 %                                | 16,5 %                                      | 50 %                                       |
| 14 janvier 2020                           | 4,4 %                              | ?                                   | 4,2 %                                       | ?                                          |
| 16 janvier 2020                           | 6,6 %                              | ?                                   | 6,8 %                                       | ?                                          |
| 24 janvier 2020                           | 15,8 %                             | 40 %                                | 10,3 %                                      | ?                                          |

La SNCF communique régulièrement le nombre de grévistes (à l'exception des week-end et jours fériés), au contraire de la RATP, qui réalise néanmoins un pointage en interne.
| Date             | Conducteurs | Contrôleurs | Aiguilleurs | Total |
| ---------------- | ----------- | ----------- | ----------- | ----- |
| 5 décembre 2019  | 85,7        | 73,6        | 57,0        | 55,6  |
| 6 décembre 2019  | 87,2        | 80,0        | 45,3        | 31,8  |
| 9 décembre 2019  | 77,3        | 58,4        | 21,9        | 17,0  |
| 10 décembre 2019 | 77,3        | 55,5        | 23,9        | 24,7  |
| 11 décembre 2019 | 73,5        | 49,9        | 20,2        | 15,5  |
| 12 décembre 2019 | 71,6        | 49,3        | 20,5        | 17,3  |
| 13 décembre 2019 | 66,8        | 44,4        | 19,9        | 13,3  |
| 16 décembre 2019 | 61,0        | 41,0        | 17,3        | 11,2  |
| 17 décembre 2019 | 75,8        | 59,2        | 34,0        | 32,8  |
| 18 décembre 2019 | 65,8        | 43,8        | 22,7        | 13,6  |
| 19 décembre 2019 | 60,5        | 34,3        | 17,3        | 11,7  |
| 20 décembre 2019 | 58,3        | 32,7        | 14,5        | 9,5   |
| 23 décembre 2019 | 47,7        | 27,8        | 12,3        | 9,2   |
| 24 décembre 2019 | 49,3        | 29,4        | 12,6        | 9,8   |
| 26 décembre 2019 | 42,1        | 24,0        | 13,8        | 9,6   |
| 27 décembre 2019 | 38,8        | 22,3        | 11,2        | 8,5   |
| 30 décembre 2019 | 32,5        | 18,1        | 9,3         | 7,1   |
| 31 décembre 2019 | 37,9        | 19,2        | 9,7         | 7,7   |

| Date            | Conducteurs | Contrôleurs | Aiguilleurs | Total |
| --------------- | ----------- | ----------- | ----------- | ----- |
| 2 janvier 2020  | 33,9        | 18,2        | 10,5        | 6,9   |
| 3 janvier 2020  | 31,2        | 16,2        | 9,8         | 6,2   |
| 6 janvier 2020  | 36,5        | 19,1        | 10,7        | 6,3   |
| 7 janvier 2020  | 35,3        | 19,9        | 11,4        | 6,6   |
| 8 janvier 2020  | 38,0        | 24,3        | 12,2        | 6,8   |
| 9 janvier 2020  | 66,6        | 57,6        | 37,4        | 32,9  |
| 10 janvier 2020 | 47,3        | 36,3        | 24,3        | 10,2  |
| 13 janvier 2020 | 22,5        | 11,9        | 8,6         | 4,3   |
| 14 janvier 2020 | 24,8        | 14,9        | 10,6        | 6,0   |
| 15 janvier 2020 | 22,4        | 13,4        | 10,4        | 4,7   |
| 16 janvier 2020 | 30,5        | 18,0        | 13,4        | 10,1  |
| 17 janvier 2020 | 19,0        | 12,9        | 9,9         | 4,6   |

| Date             | Conducteurs métro | Total |
| ---------------- | ----------------- | ----- |
| 5 décembre 2019  | 85                | 55    |
| 17 décembre 2019 | 80                | 40    |
| 9 janvier 2020   | 70                | 30    |
| 14 janvier 2020  | 60                | 14    |

### Nombre de participants aux manifestations
| Date             | Toute la France | Toute la France          | Toute la France |     | Paris      | Paris                    | Paris  | Paris   |
| Date             | CGT             | Ministère de l'Intérieur | Source          | CGT | Occurrence | Ministère de l'Intérieur | Source |         |
| ---------------- | --------------- | ------------------------ | --------------- | --- | ---------- | ------------------------ | ------ | ------- |
| 5 décembre 2019  | 1 500 000       | 806 000                  | [ 12 ]          |     | 250 000    | 40 500                   | 65 000 | [ 94 ]  |
| 10 décembre 2019 | 885 000         | 339 000                  | [ 96 ]          |     | 180 000    | 27 000                   | 31 000 | [ 97 ]  |
| 17 décembre 2019 | 1 800 000       | 615 000                  | [ 98 ]          |     | 350 000    | 72 500                   | 76 000 | [ 99 ]  |
| 9 janvier 2020   | 1 700 000       | 452 000                  | [ 35 ]          |     | 370 000    | 44 000                   | 56 000 | [ 100 ] |
| 11 janvier 2020  | 500 000         | 149 000                  | [ 43 ]          |     | 150 000    | 23 000                   | 21 000 | [ 43 ]  |
| 16 janvier 2020  | 556 000         | 187 000                  | [ 46 ]          |     | 250 000    | 28 000                   | 23 000 | [ 46 ]  |
| 24 janvier 2020  | 1 300 000       | 249 000                  | [ 61 ]          |     | 400 000    | 39 000                   | 31 000 | ,       |
| 29 janvier 2020  | [ c ]           | 108 000                  | [ 62 ]          |     | 180 000    | [ c ]                    | 13 000 | [ 62 ]  |
| 6 février 2020   | [ c ]           | 121 000                  | [ 63 ]          |     | 130 000    | [ c ]                    | 15 000 | [ 63 ]  |
| 20 février 2020  | [ c ]           | 92 000                   | [ 64 ]          |     | 50 000     | [ c ]                    | 7 800  | [ 64 ]  |

## Sondages
Plusieurs instituts de sondages réalisent des enquêtes pour mesurer le soutien au mouvement dans la population. Ils sont présentés ci-dessous, par ordre alphabétiques des instituts.
| Date             | Soutien | Sympathie | Indifférence | Opposition | Hostilité |    | Soutien Sympathie | Opposition Hostilité |
| ---------------- | ------- | --------- | ------------ | ---------- | --------- | -- | ----------------- | -------------------- |
| 3 octobre 2019   | 35      | 30        | 12           | 14         | 9         |    | 65                | 23                   |
| 7 novembre 2019  | 37      | 27        | 12           | 15         | 9         | 64 | 24                |                      |
| 27 novembre 2019 | 26      | 27        | 17           | 17         | 13        | 53 | 30                |                      |
| 4 décembre 2019  | 34      | 24        | 12           | 17         | 13        | 58 | 30                |                      |
| 11 décembre 2019 | 28      | 26        | 10           | 19         | 17        | 54 | 36                |                      |
| 18 décembre 2019 | 31      | 23        | 9            | 20         | 17        | 54 | 37                |                      |
| 5 janvier 2020   | 28      | 25        | 9            | 21         | 17        | 53 | 38                |                      |
| 15 janvier 2020  | 25      | 22        | 14           | 20         | 20        | 47 | 40                |                      |

| Date              | Arrêt | Poursuite | Sans opinion |
| ----------------- | ----- | --------- | ------------ |
| 11 décembre 2019  | 51    | 47        | 2            |
| 18 décembre 2019, | 63    | 36        | 1            |
| 15 janvier 2020   | 53    | 46        | 1            |

| Date             | Soutient | Ne soutient pas | Indifférent |
| ---------------- | -------- | --------------- | ----------- |
| 29 novembre 2019 | 67       | 26              | 7           |
| 4 décembre 2019  | 69       | 24              | 7           |
| 8 décembre 2019  | 68       | 27              | 5           |
| 11 décembre 2019 | 59       | 33              | 8           |
| 16 décembre 2019 | 62       | 32              | 6           |
| 19 décembre 2019 | 62       | 30              | 8           |
| 6 janvier 2020   | 60       | 32              | 8           |
| 13 janvier 2020  | 60       | 31              | 9           |

Selon un sondage Harris interactive réalisé le 16 décembre, 69 % des Français souhaitent une trêve de la grève au moment des fêtes de Noël, 58 % de ceux soutenant le mouvement ayant le même souhait. Interrogés sur la possibilité de circuler en train pendant cette période, 13 % se déclarent confiants, 33 % inquiets et 54 % répondent qu'ils ne comptaient de toute façon pas prendre le train.
| Date             | Soutien | Sympathie | Indifférence | Opposition | Hostilité |    | Soutien Sympathie | Opposition Hostilité |
| ---------------- | ------- | --------- | ------------ | ---------- | --------- | -- | ----------------- | -------------------- |
| 29 novembre 2019 | 27      | 19        | 21           | 18         | 15        |    | 46                | 33                   |
| 4 décembre 2019  | 36      | 20        | 15           | 16         | 13        | 56 | 29                |                      |
| 7 décembre 2019  | 33      | 20        | 17           | 18         | 12        | 53 | 30                |                      |
| 13 décembre 2019 | 34      | 20        | 16           | 17         | 13        | 54 | 30                |                      |
| 18 décembre 2019 | 33      | 21        | 16           | 17         | 13        | 54 | 30                |                      |
| 20 décembre 2019 | 31      | 20        | 15           | 19         | 15        | 51 | 34                |                      |
| 3 janvier 2020   | 25      | 19        | 19           | 18         | 19        | 44 | 37                |                      |
| 8 janvier 2020   | 28      | 19        | 18           | 21         | 14        | 47 | 35                |                      |
| 10 janvier 2020  | 30      | 19        | 17           | 19         | 15        | 49 | 34                |                      |
| 15 janvier 2020  | 31      | 19        | 18           | 18         | 14        | 50 | 32                |                      |
| 17 janvier 2020  | 29      | 22        | 16           | 19         | 14        | 51 | 33                |                      |

Une sondage Ifop réalisé le 7 décembre 2019 montre que la responsabilité des blocages est majoritairement attribuée au gouvernement « qui a tardé à présenter son projet » plutôt qu'aux syndicats. Selon une autre enquête réalisée le 13 décembre, 55 % des personnes interrogées sont opposées à la poursuite de la grève pendant les grèves, tandis que 37 % le trouverait justifié. Si le mouvement se poursuit pendant cette période, 46 % pensent que la responsabilité en reviendra au gouvernement, 35 % aux syndicats et 19 % autant à l'un qu'aux autres.
Un sondage Ipsos réalisé les 6 et 7 janvier 2020 mesure un soutien de 50 % au mouvement.
| Date             | Tout à fait justifié | Plutôt justifié | Plutôt pas justifié | Pas du tout justifié |    | Justifié | Injustifié |
| ---------------- | -------------------- | --------------- | ------------------- | -------------------- | -- | -------- | ---------- |
| 28 novembre 2019 | 32                   | 34              | 22                  | 12                   |    | 66       | 34         |
| 4 décembre 2019  | 33                   | 35              | 20                  | 12                   | 68 | 32       |            |
| 12 décembre 2019 | 36                   | 32              | 20                  | 12                   | 68 | 32       |            |
| 19 décembre 2019 | 36                   | 30              | 22                  | 12                   | 66 | 34       |            |
| 3 janvier 2020   | 31                   | 30              | 24                  | 15                   | 61 | 39       |            |
| 8 janvier 2020   | 31                   | 30              | 24                  | 15                   | 61 | 39       |            |
| 16 janvier 2020  | 33                   | 33              | 21                  | 13                   | 66 | 34       |            |

| Date            | Arrêt | Poursuite | Sans opinion |
| --------------- | ----- | --------- | ------------ |
| 8 janvier 2020  | 57    | 42        | 1            |
| 16 janvier 2020 | 57    | 43        | 0            |
| 23 janvier 2020 | 56    | 43        | 1            |

En cas de blocages importants causés par le mouvement, une enquête Odoxa du 4 décembre 2019 relève que 60 % des personnes interrogées considèrent que la responsabilité en reviendrait davantage au gouvernement plutôt qu'aux syndicats. Deux semaines plus tard cette proportion est de 57 %, tandis que 66 % s'expriment en faveur d'un arrêt du mouvement pendant les fêtes.
Un sondage Odoxa publié le 23 janvier relève que 60 % des Français rejettent les « actions ciblées » (coupures de courant ponctuelles, blocages de raffinerie, intrusion dans les locaux d’autres syndicats ou encore perturbation de déplacements du président), jugées violentes et antidémocratiques. 45 % estiment que l'usage de la force par la police et la gendarmerie lors des manifestations était excessif, 43 % proportionné et 11 % insuffisant.
Selon un sondage OpinionWay publié le 18 décembre, 55 % des Français estiment que les syndicats ont tort de poursuivre la grève pendant les vacances de Noël.

## Conséquences
À partir du 5 décembre, de très fortes perturbations ont lieu dans les transports en commun, notamment à la RATP (onze des seize lignes du métro restent fermées à Paris et seules les 1 et 14, automatisées, conservent un fonctionnement normal), à la SNCF (avec seulement 10 % des TGV, 10 % des Transiliens  et 20 % des TER en circulation) et à Air France (30 % des vols annulés).
Lundi 9 décembre, 631 kilomètres d'embouteillages sont enregistrés en région parisienne, un record d'embouteillage matinal hors intempéries. Le lundi suivant, 630 kilomètres de bouchons sont comptabilisés.
Le 11 décembre, après une semaine de grève, les perturbations restent importantes sur le réseau RATP (dix lignes du métro restent fermées), avec de très légères améliorations sur les lignes 4, 7, 8 et 9, ainsi que sur le réseau bus et tramway,. Le nombre de trains en circulation à la SNCF reste également faible avec 25 % des TGV, 20 % des Transiliens et 30 % des TER en circulation.
En raison de la journée d'actions prévue le 17 décembre et de la persistance de la grève dans les transports, plusieurs universités reportent les examens de fin de premier semestre.
Après deux semaines de grève, huit lignes du métro restent fermées à 100 % sur le réseau RATP tandis que 50 % des RER A et un tiers des RER B circulent, uniquement en heure de pointe. La moitié des bus et deux tiers des tramways sont en circulation. La SNCF fait circuler un TGV sur trois, 25 % des Transiliens et 40 % des TER.
Le jour de Noël, le trafic reste très perturbé sur les réseaux SNCF et RATP. Le lendemain, début de la quatrième semaine de grève, la moitié des TGV, 20 % des Transiliens et 40 % des TER circulent. À la RATP, cinq lignes du métro sont fermées depuis le début du mouvement (3 bis, 5, 6, 7 bis et 13), les autres restant très perturbées, à l'exception des deux lignes automatiques. Deux tiers des bus et la quasi-totalité des tramways circulent.
Le 2 janvier 2020, début de la cinquième semaine de grève à la SNCF et à la RATP, la moitié des TGV et des TER ainsi que 30 % des Transiliens sont en circulation. Les RER A et B circulent toute la journée, avec, au mieux, la moitié des trains en heure de pointe. Les lignes 1 et 14 du métro fonctionnent normalement tandis que la 7 bis reste fermée. Les treize autres lignes n'ouvrent qu'en heure de pointe avec une fréquence de une rame sur cinq à une rame sur deux. La circulation des tramways est quasi-normale et trois-quarts des bus roulent. À la fin de cette cinquième semaine, veille d'une nouvelle journée de manifestations, 75 % des TGV, 60 % des TER et 50 % des Transiliens circulent. Les lignes du métro sont toutes ouvertes. La fréquence de circulation sur l'ensemble du réseau RATP (métro, bus et trawmay) est globalement similaire à celle du début du mois.
Après six semaines de grève, la totalité des tramways RATP, 80 % des TGV, des TER et des bus RATP, ainsi que 75 % des Transiliens sont en circulation. Les RER A et B circulent toute la journée avec une fréquence de un train sur deux. Sur les seize lignes du métro, deux circulent normalement, trois sont ouvertes sur l'ensemble de l'horaire habituel avec une fréquence de une à deux rames sur trois, six sur l'ensemble de la journée avec une fréquence de 25 à 80 % et cinq uniquement aux heures de pointe avec une fréquence de 20 à 50 %.
Entre le 17 et le 21 janvier, le trafic revient progressivement à la normale sur les réseaux SNCF et RATP,,,. Les usagers ayant payé la carte Navigo en décembre sont remboursés à leur demande.
En décembre et en janvier, des agents FNME-CGT de Enedis et RTE provoquent des coupures de courant touchant des dizaines de milliers de foyers, ainsi que des cliniques, des casernes de pompiers, des feux de circulation et un site Seveso,,. Des personnes sont bloquées dans des ascenseurs et des accidents de la circulation se produisent. La CGT revendique ces actions en affirmant qu'elles sont ciblées sur les bâtiments publics, les locaux de partis politiques ainsi que des grands magasins, mais que le maillage du réseau peut entrainer des « dommages collatéraux »,. Elle annonce également mener d'autres actions comme le passage en heure creuse ou la désactivation de compteurs Linky,.
La grève nationale des avocats, qui commence le 6 janvier 2020, entraîne le report de plusieurs dizaines de milliers de procès, dont des procès d'assises, qui sont souvent reprogrammés plus d'un an après la date à laquelle ils devaient initialement se tenir,,,.

## Débat sur la conduite du mouvement
Un premier type d’analyse, très représenté dans les médias, considère que la CFDT est la grande gagnante du mouvement, même si elle a peu participé au mouvement. Michel Noblecourt, éditorialiste du Monde, estime que Philippe Martinez est « un colosse aux pieds d’argile » du fait de la radicalisation de la CGT et de l’échec inéluctable du mouvement. Il voit « derrière la contestation contre la réforme des retraites, un parfum d’anarcho-syndicalisme ».
Les chercheurs Sophie Béroud et Jean-Marie Pernot analysent la difficulté à étendre la grève reconductible dans le secteur privé : les directions des organisations membres de l’intersyndicale se sont heurtés aux déserts syndicaux, aux faiblesses de leur implantation et au rétrécissement de l’activité des militants syndicaux du privé. Pour eux, « les syndicats n’ont plus la puissance suffisante pour entraver le fonctionnement du cœur du capitalisme français, celui des sociétés du CAC 40, largement internationalisées ».
Laurent Frajerman, chercheur associé au CNRS, insiste sur les différences de mobilisation et de culture de lutte selon les secteurs professionnels. Il présente l'insistance sur la grève reconductible comme une « résurgence du mythe de la grève générale ». Dans le cas des enseignants, il estime que la mobilisation exceptionnelle du 5 décembre ne s’est pas prolongée car les assemblées générales ont réuni peu de monde et que les grévistes occasionnels ne se sont pas sentis concernés par les modalités d’action proposées par l’intersyndicale, qui a  minorer les temps forts hebdomadaires.